# Wahlen zum Senat der Vereinigten Staaten 1964
Die Senatswahlen in den Vereinigten Staaten 1964 fanden am Dienstag, 3. November 1964, statt. Parallel erfolgten die Wahlen zum Repräsentantenhaus und die Präsidentschaftswahl. Insgesamt standen 35 Mandate zur Wahl.

## Wahl und Ergebnis
Die Wahlen fanden ein Jahr nach der Ermordung John F. Kennedys statt und verliefen allgemein ungünstig für die oppositionellen Republikaner. Die Demokraten konnten ihre bereits zuvor deutliche Mehrheit von 66 Sitzen auf 68 Mandate der 100 Mitglieder umfassenden Kongresskammer ausbauen. Die Demokraten erhielten damit eine Zweidrittelmehrheit im Senat. Es war bis heute das letzte Mal, dass eine Partei eine solche Mehrheit zu Stande gebracht hat. Die Demokraten errangen drei neue Sitze von den Republikanern, und zwar in den Bundesstaaten New York, New Mexico und Maryland. Lediglich in Kalifornien konnte sich der Republikaner George Murphy knapp gegen den Amtsinhaber Pierre Salinger durchsetzen. Es handelte sich jedoch um eine Nachwahl, da Salinger erst Mitte des Jahres durch den kalifornischen Gouverneur Pat Brown zum Senator ernannt worden war, um einen vakanten Sitz einzunehmen.
Das Wahlergebnis führte dazu, dass der im Amt bestätigte Präsident Lyndon B. Johnson eine breite Mehrheit hatte, um sein Reformprogramm Great Society durchzusetzen.
Der neu gewählte Senat konstituierte sich wie von der Verfassung vorgesehen am dritten Tag des folgenden Januars, also am 3. Januar 1965.
Zu Veränderungen nach der Wahl siehe auch Liste der Mitglieder des Senats im 89. Kongress der Vereinigten Staaten.